# Била (Ливно)
Била је насељено мјесто у Босни и Херцеговини у Граду Ливну које административно припада Федерацији Босне и Херцеговине. Према попису становништва из 1991. у насељу је живјело 772 становника.

## Становништво
| Националност       | 1991.        | 1981.        | 1971.        | 1961. |
| Хрвати             | 761 (98,57%) | 765 (98,70%) | 821 (98,79%) |       |
| Срби               | 3 (0,38%)    | 1 (0,12%)    | 9 (1,08%)    |       |
| Југословени        |              | 3 (0,38%)    |              |       |
| остали и непознато | 8 (1,03%)    | 6 (0,77%)    | 1 (0,12%)    |       |
| Укупно             | 772          | 775          | 831          | '     |

| Демографија | Демографија | Демографија |
| Година      | Становника  | Становника  |
| ----------- | ----------- | ----------- |
| 1961.       | 817         |             |
| 1971.       | 831         |             |
| 1981.       | 775         |             |
| 1991.       | 770         |             |